# Mont Ouchba
Le mont Ouchba (en géorgien : უშბა) est un sommet du Caucase situé en Svanétie, province de Géorgie. 
Surnommé le « Cervin du Caucase », l'Ouchba est en fait une montagne jumelle dont le sommet sud (4 710 m) est à peine plus haut que la cime nord (4 690 m).

## Histoire
- 1888 - Le sommet nord est conquis par John Garford Cokklin et Ulrich Almer
- 1903 - Première ascension du sommet sud par Adolph Schulze, Oskar Schuster, Fritz Reichert, A. Weber et Helbling
- 1903 - Traversée en trois jours des deux sommets du nord au sud par Hans Pfann[2], Ludwig Distel et Georg Leuchs
- 1935 - Traversée inverse en quatre jours par Adolf Göttner, Ludwig Schmaderer, Ludwig Vörg[3] et G. Tcharlampiev
- 1936 - Ascension de la haute (près de 2 000 mètres) et très difficile paroi ouest par Ludwig Schmaderer et Ludwig Vörg
- 1943 - Hivernale de la paroi ouest en dix-sept jours par un groupe d'alpinistes Soviétiques
- 1965 - Face ouest du sommet sud en quatre jours par V. Gontcharov et cinq autres alpinistes
- 1972 - Face nord-ouest du sommet sud en 141 heures par J. Grigorenko

En 1903, Willy Rickmer, qui a déjà procédé à trois tentatives en 1895, entreprend l’ascension du mont Ouchba le 20 juillet 1903, acompagné de trois alpinistes très expérimentés : Adolf Schulze, Heinrich von Ficker et sa sœur Cenzi von Ficker. Approchant de la base du sommet, Adolf Schulze fait une mauvaise chute et se blesse sévèrement. Heinrich von Ficker, qui retient la corde, est blessé aux mains. Ne pouvant pas poursuivre l'ascension, la cordée de quatre fait demi tour. Menacés par une tempête de neige en approche, Willy Rickmer et Cenzi von Ficker, aidés par un local, aident les deux blessés à redescendre au camp de base. Très impressionné par l'histoire et la bravoure de Cenzi von Ficker, le prince Dadeshkeliani lui offre en cadeau le mont, dans un acte aujourd'hui conservé au musée alpin de Munich.